# Cayce (South Carolina)
Cayce ist eine Stadt (city) im Lexington County und Richland County des US-Bundesstaates South Carolina. Cayce liegt südwestlich von Columbia und ist im Wesentlichen eine kleine Vorstadt Columbias; der Übergang von Columbia bzw. West Columbia zu Cayce ist baulich nicht wahrnehmbar. In Cayce lebten zur Volkszählung 2020  13.781 Menschen.

## Geschichte
Auf dem heutigen Stadtgebiet von Cayce siedelten zuvor für mindestens ca. 12.000 Jahre indigene Völker Amerikas.
Der spanische Entdecker Hernando de Soto erreichte das Gebiet 1540 und stieß auf ein großes Indianerdorf am Congaree River, dem heutigen Stadtgebiet von Cayce. Gegen Ende des 17. Jahrhunderts besuchte der Entdecker John Lawson das Gebiet und dokumentierte seine Reise. 1718, während der Kolonialzeit, errichteten die Engländer das erste permanente Fort, das erste Bauwerk in den Midlands. Ein zweites Fort wurde 1748 am Fluss gebaut. Parallel entstanden auf dem heutigen Stadtgebiet von Cayce auf Befehl von King George II zwei weitere Townships, Saxe Gotha (gegründet 1733) und Granby (gegründet 1735).
Zwischen Granby und Cayce wurde 1765 ein bedeutender Handelsposten errichtet, welcher ab 1781 als ein weiterer Fort im Zusammenhang mit dem amerikanischen Unabhängigkeitskrieg genutzt wurde. Ab 1817 zog die wohlhabende Familie Cayce in den Fort, machte ihn zu einer Villa und lebte in dieser Villa bis zum Jahr 1914.
Im Jahr 1786 löste Columbia aufgrund seiner zentralen Lage Charleston als Hauptstadt South Carolinas ab, wodurch auch Granby und Cayce mit ihrer Lage nahe zu Columbia an Bedeutung gewannen und weiteres wirtschaftliches Wachstum erlebten. Zu Beginn des 19. Jahrhunderts war Granby mit über 200 Häusern größer als Columbia (etwa 100 Häuser). George Washington besuchte Granby im Jahr 1791. Granby hatte allerdings zunehmend mit Überflutungen aus dem Congaree River zu kämpfen, weshalb die Stadt schließlich zugunsten von Cayce aufgegeben wurde. Der Friedhof von Granby (Granby Cemetery) ist bis heute erhalten.
Die Stadt Cayce wurde 1914 offiziell gegründet und nach dem örtlichen Geschäftsmann William J. Cayce benannt. Zuvor war die Siedlung als Cayce Crossing bekannt. Bis ca. 1950 fristete Cayce ein eher unbedeutendes Dasein und war wirtschaftlich stark von der bis heute durch Cayce verlaufenden Eisenbahnlinie abhängig. Mit Errichtung der McMillian Bridge zwischen Cayce / West Columbia und Columbia wurde Cayce schließlich unmittelbar an das stark wachsende Columbia angebunden, wodurch Cayce als Vorort von Columbia attraktiv wurde.

## Demografie
In Cayce lebten zur Volkszählung 2020  13.781 Menschen in 6210 Haushalten.
Gemäß der American Community Survey sind rund 63 % der Bewohner Weiße und 25 % sind Afroamerikaner, etwa 7 % sind Hispanics oder Latinos und 4 % Asiaten.

## Geographie

### Verkehr
Cayce ist über die folgenden bedeutenden Fernstraßen angebunden:
- Die I-26 verläuft durch den westlichen Teil von Cayce und bietet eine Anbindung an Columbia, Greenville, Spartanburg sowie Charleston.
- Die I-77 beginnt bei Cayce und führt in Richtung Norden bis nach Cleveland in Ohio.
- Der US-321 verläuft durch Cayce, führt südlich nach Savannah und östlich über die Innenstadt von Columbia bis nach Gastonia.
- South Carolina Highway 2 führt durch das Stadtzentrum von Cayce.

Die Columbia Subdivision ist eine bedeutende Eisenbahnlinie, die durch Cayce führt. Hier stießen im Februar 2018 ein Passagierzug von New York City nach Miami mit einem Güterzug zusammen, wobei zwei Personen verstarben und 116 verletzt wurden.
Der Columbia Metropolitan Airport dient als Hauptflughafen für den Großraum Columbia und liegt direkt westlich der Stadtgrenze von Cayce.
Im Stadtgebiet liegt zudem die Motorsport-Rennstrecke Columbia Speedway.